# Tandsjukdomar
Tandsjukdomar är olika typer av sjukdomar på tänder och tandkött. Dessa sjukdomar kan vara antingen medfödda eller förvärvade. Förebyggande åtgärder, diagnos samt behandling av tandsjukdomar utförs av tandläkare och tandhygienister samt olika specialister på området.

## Exempel på tandsjukdomar

### Medfödda
- Anodontia (avsaknad av tänder på grund av bristande tandutveckling)[2]

### Förvärvade
- Karies (hål i tänderna) - en skada på tandemaljen som börjar med en syraattack. Munnens saliv har till uppgift att neutralisera denna syra som bakterierna på tanden bildar. Om man småäter får dock inte saliven möjligheten att utföra detta jobb. Med tiden bildar bakterierna plack som i slutändan kan resultera i hål i tänderna eller tandköttsinflammation.[3]
- Tandlossning